# Verfügbares Einkommen
Verfügbares Einkommen ist ein zur Verfügung stehendes Einkommen bezeichnender Begriff der volkswirtschaftlichen Gesamtrechnung. Man unterscheidet zwischen dem Verfügbaren Einkommen der Gesamtwirtschaft und dem Verfügbaren Einkommen der privaten Haushalte. Das Verfügbare Einkommen der privaten Haushalte bezeichnet den Teil des Einkommens, der den privaten Haushalten für den privaten Konsum und private Ersparnis zur Verfügung steht. Das Verfügbare Einkommen der Gesamtwirtschaft dagegen bezeichnet den Teil des Einkommens der allen Wirtschaftseinheiten, d. h. den privaten Haushalten, dem Sektor Staat sowie den Kapitalgesellschaften für Konsum und Sparen zur Verfügung steht.

## Begriffshistorie
1949 beschrieb Clarence L. Barber, welche Anomalien in dem bis dahin verwendeten und unzureichend definierten Begriff des verfügbaren Einkommens nicht inbegriffen waren. Abschreibungen waren zu diesem Zeitpunkt nur als Teil in dem gesamten Einsparungsbild der Bruttosparquote enthalten und konnten nicht von den laufenden Erträgen unterschieden werden. Das galt vor allem für landwirtschaftliche Einkommen sowie Einkommen aus der Immobilienwirtschaft und den selbstgenutzten Eigenheimen.
Die Bruttomieterträge waren den Konsumausgaben zugeordnet, aber die dazugehörenden Abschreibungen waren vom verfügbaren Einkommen ausgeschlossen. Dies hatte zur Folge, dass die Abschreibungen auf Landwirtschaft und Wohnimmobilien zusammen ca. ein Drittel des Volumens der gesamten Abschreibungen der Vorkriegszeit ausmachten. Da viele Menschen diese Einnahmen als Einkommen sahen, sparten sie weniger, als gesamtwirtschaftlich erforderlich gewesen wäre.
Zum verfügbaren Einkommen zählten des Weiteren die Nettoveränderungen landwirtschaftlicher Vorräte. Diese standen normalerweise nicht für Ausgaben zur Verfügung. Viele Bauern verkauften ihre Vorräte, erhielten dabei die gleichen Einnahmen wie durch andere Einkommensquellen. Zu der Zeit galt der akkumulierte Bestand eines landwirtschaftlichen Betriebes nicht als Einkommen für Ausgaben.
| Jahre     | {\displaystyle {\frac {\Delta C}{\Delta D1}}} | {\displaystyle {\frac {\Delta C}{\Delta D2}}} |
| --------- | --------------------------------------------- | --------------------------------------------- |
| 1939–1940 | 85.5                                          | 88.4                                          |
| 1940–1941 | 83.9                                          | 71.1                                          |
| 1941–1942 | 41.0                                          | 61.3                                          |
| 1942–1943 | 80.5                                          | 38.3                                          |
| 1943–1944 | 65.6                                          | 59.6                                          |
| 1944–1945 | 169.3                                         | 125.2                                         |

In der obigen Tabelle sind zwei wichtige Formen des Sparens aufgezeigt. Einsparungen aus dem verfügbaren Einkommen vor und nach der Anpassung an die Nettoveränderungen der Betriebsvorräte werden durch die Visualisierung des Auf- und Absteigens der marginalen Sparneigung dargestellt und der Anpassung an die Nettoveränderungen der Vorräte während der Kriegszeit zu folgen. Das Anlageeinkommen von Lebensversicherungen wurde zwischen dem Anleger und der Versicherungsgesellschaft, die ihren Anteil einbehielt, aufgeteilt. Die Erfassungsmethoden stellten den Teil des Bruttosozialprodukts, der für das verfügbare Einkommen geeignet war, nur unzureichend dar.

## Berechnung
Neuere Berechnungsmethoden versuchen, den Faktor wie folgt zu erfassen:
Das folgende Beispiel verdeutlicht das schrittweise Vorgehen, mit Daten des Jahres 2017 für Deutschland:
Addiert man den Konsum der Haushalte, des Staates, die Investitionen und den Außenhandelsbeitrag, entsteht das Bruttoinlandsprodukt, d. h. ein Maß für die gesamtwirtschaftliche Wertschöpfung innerhalb eines Zeitraums innerhalb der Grenzen eines Landes (geographische Abgrenzung). Da es um das verfügbare Einkommen der Inländer geht, muss Einkommen, welches Inländer im Ausland erzielen, addiert werden sowie das Einkommen, das Ausländer in Deutschland erzielen, abgezogen werden. Rechnerisch entsteht dadurch das Bruttonationaleinkommen zu Marktpreisen.
Die Ressourcen des Bruttonationaleinkommens zu Marktpreisen stehen den Inländern noch nicht zur freien Verfügung, da noch Ersatzinvestitionen für den Verschleiß der Produktionsmittel getätigt werden müssen. Nach Abzug dieser Abschreibungen erhält man das Nettonationaleinkommen (zu Marktpreisen). Um zum Verfügbaren Einkommen der Gesamtwirtschaft zu gelangen, müssen zum Nettonationaleinkommen noch die Netto-Transfers aus der übrigen Welt addiert werden. Hierbei handelt es sich um Ströme, denen im Gegensatz zu den Primäreinkommen keine ökonomische Gegenleistung gegenübersteht wie z. B. Entwicklungshilfe oder Überweisungen an zuhause gebliebene Familienmitglieder von Ausländern.
Die resultierende Größe, das Verfügbare Einkommen der Gesamtwirtschaft, steht dann den privaten Haushalten, dem Staat und den Kapitalgesellschaften für z. B. Konsumzwecke zur Verfügung.
Die Berechnung des Verfügbaren Einkommen der privaten Haushalte setzt dagegen beim Primäreinkommen der privaten Haushalte an, d. h. dem Anteil des Nettonationaleinkommens, der den privaten Haushalten zusteht. Das folgende Beispiel verdeutlicht das schrittweise Vorgehen, mit Daten des Jahres 2017 für Deutschland:
Um das verfügbare Einkommen der privaten Haushalte zu berechnen, müssen vom Primäreinkommen, d. h. der Faktorentlohnung, zunächst die Einkommens- und Vermögenssteuern abgezogen werden. Diese sowie die Sozialversicherungsbeiträge der Arbeitgeber vermindern das private Einkommen und fließen dem Staat als weiteres Einkommen zu. Hinzuaddiert werden müssen monetäre Sozialleistungen des Staats wie zum Beispiel Hartz IV sowie sonstige laufende Transfers wie zum Beispiel Nichtlebensversicherungsleistungen.
Das resultierende verfügbare Einkommen der privaten Haushalte kann von diesen dann entweder für Konsumzwecke oder Ersparnis genutzt werden. Konsumausgaben der Haushalte sind Käufe für den Endverbrauch. Die Ersparnis steht dann zu Investitionszwecken zur Verfügung.

## Verfügbares Einkommen und die Konsumentscheidung
Die Konsumentscheidungen der Individuen hängen von vielen verschiedene Faktoren ab. Eine maßgebliche Determinante, die in den meisten Lehrbüchern im Rahmen des IS-LM-Modells beschrieben wird, ist das frei verfügbare Einkommen. Konsum {\displaystyle C} kann dann als eine Funktion des verfügbaren Einkommens {\displaystyle Y_{D}} beschrieben werden (das {\displaystyle D} steht für englisch disposable income ‚verfügbares Einkommen‘):
{\displaystyle C=C(Y_{D})}
Eine Erhöhung des verfügbaren Einkommens geht in der Regel mit einer Erhöhung des Konsums einher. Ökonomen sehen aufgrund der im Aggregate empirisch beobachtbaren engen Beziehung dieser beiden Größen oft eine lineare Spezifizierung vor:
{\displaystyle C=c_{0}+c_{1}\cdot Y_{D}}
{\displaystyle c_{0}>0}, der autonome Konsum, sagt der Einfachheit halber wie viel konsumiert wird, wenn das verfügbare Einkommen Null betragen würde. Dann würde die Gleichung wie folgt aussehen:
{\displaystyle C=c_{0}}
{\displaystyle c_{1}} gibt die marginale Konsumneigung an, d. h. den zusätzlichen Konsum, der aus einer zusätzlichen Einheit verfügbaren Einkommens resultiert. Das heißt, würde {\displaystyle c_{1}} den Wert {\displaystyle 0{,}5} annehmen dann stiege der Konsum um {\displaystyle 1\mathrm {\geneuronarrow} \cdot 0{,}5}. In Deutschland beträgt die marginale Konsumneigung ca. 0.7. Sowohl der lineare Zusammenhang als auch, dass nur das verfügbare Einkommen der jeweiligen Periode für die Konsumentscheidung relevant ist, sind sehr stark vereinfachende Annahmen. So fiel zu Beginn der Finanzkrise in den USA beispielsweise der private Konsum bereits, obwohl des verfügbare Einkommen noch anstieg. Ein Beitrag zur Erklärung kann hier zum Beispiel die Hypothese permanenter Einkommen liefern.

## Vergleichbarkeitsproblem
Oft wird trotz unzureichender statistischer Daten angestrebt, den Wohlstand der Länder anhand des verfügbaren Einkommens zu vergleichen. Der Anteil des verfügbaren Einkommens am Bruttoinlandsprodukt würde von Land zu Land aufgrund der Wohnortbasiertheit variieren und Unterschiede bei Abschreibungs-, Transfer-, Primäreinkommen, staatlichen Aktivitäten und Außenhandelsalden werden bei dieser Betrachtung nicht berücksichtigt. Die volkswirtschaftliche Rolle der öffentlichen Hand ist vor allem in Ländern mit hoher Staatsquote wie Finnland und Schweden von Bedeutung. Das verfügbare Einkommen ist kein geeignetes Maß, um den regionalen Wohlstand zu messen.